# Presunto de Parma

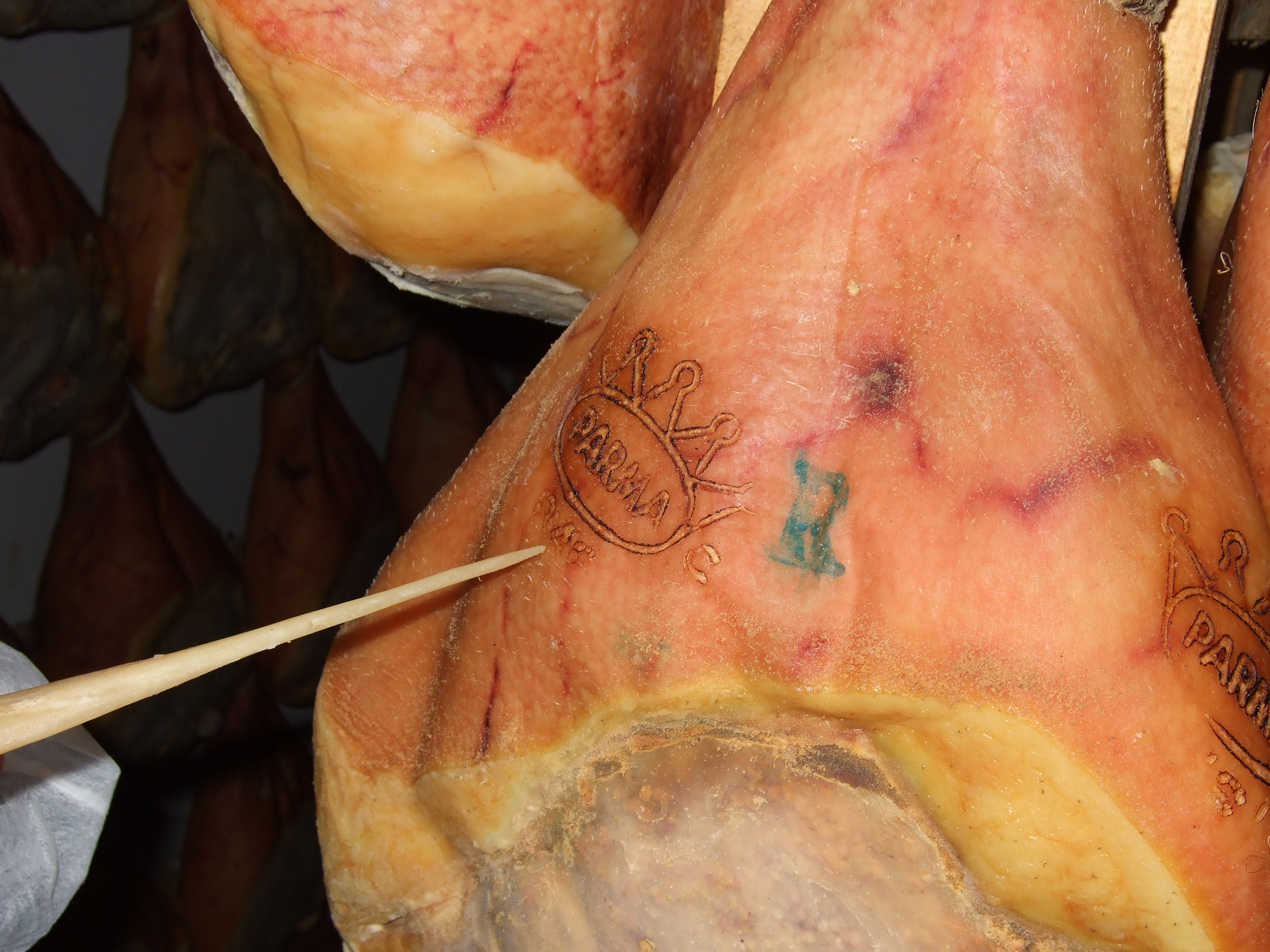
Presunto de Parma, com a famosa marca impressa.

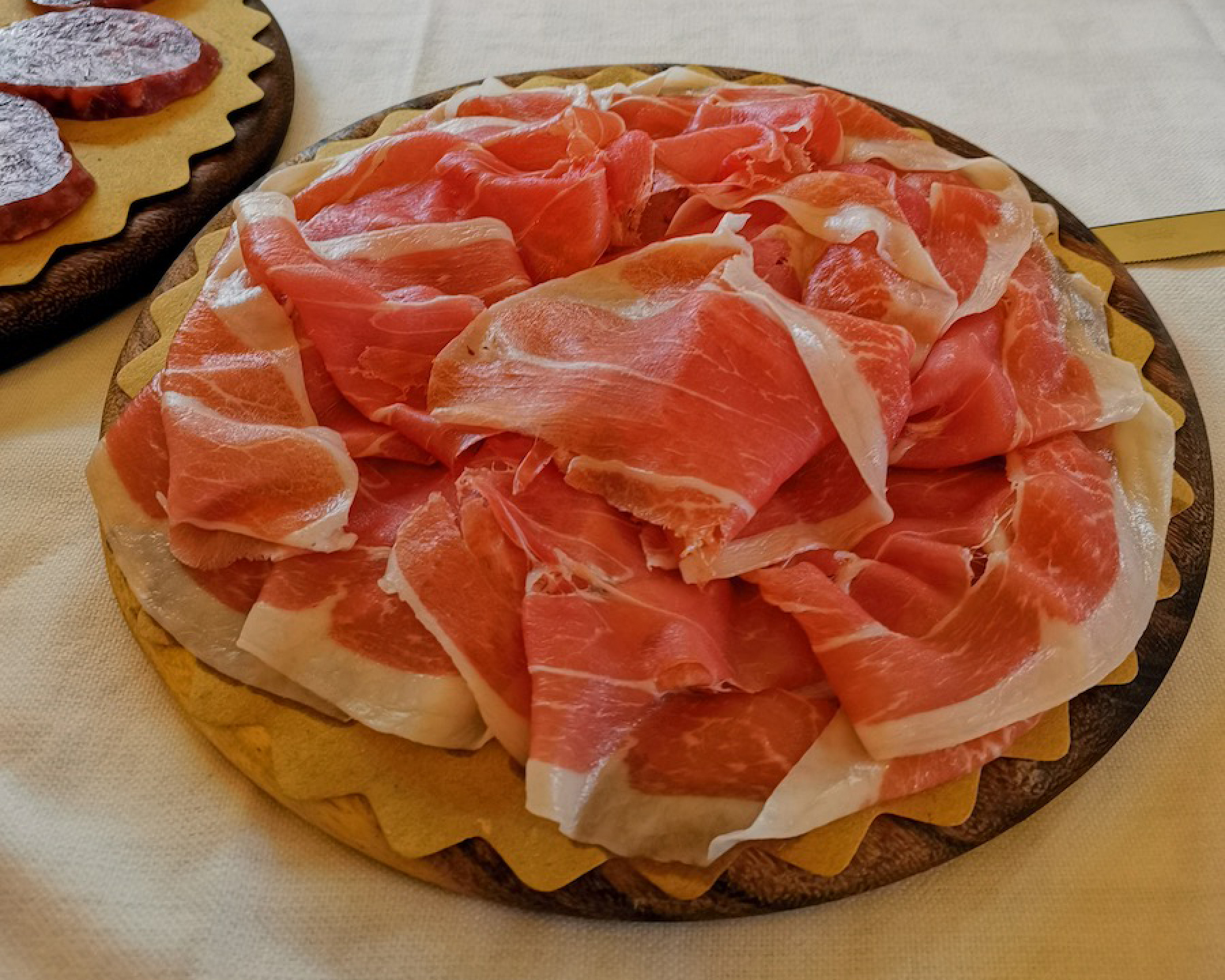
Presunto de Parma

O presunto de Parma (no original em italiano, prosciutto di Parma) é um dos presuntos mais famosos da Itália, um produto com denominação de origem protegida (DOP), feito com pernas de porcos criados nas regiões central e norte da Itália, com uma alimentação especial: cevada, milho, fruta e o soro e restos de coalho do queijo parmesão. É curado apenas com sal, quando o animal atinge cerca de 160 kg de peso e uma capa de gordura que ajuda a manter a umidade da carne; nessa fase, a perna pesa cerca de 10 kg; enquanto está em sal, dentro duma câmara frigorífica, o presunto é regularmente massageado para que o sal se espalhe pela carne. Para a secagem, que normalmente dura 10 a 12 meses, a parte exposta da carne é coberta com uma massa de gordura, farinha de arroz e pimenta para não secar; ao fim do período normal de secagem, o presunto é testado com um pequeno osso oco de cavalo e, se tiver as características requeridas, é marcado com a coroa de cinco pontas do Consórcio Prosciutto di Parma; se tiver ainda bastante água na carne, pode ser deixado a secar mais seis meses; no final, o presunto perde cerca de 30% do peso inicial da perna, ou seja, fica com cerca de sete kg. 
Outro produto especial preparado com a carne dos porcos criados para o prosciutto di Parma e na mesma região é o culatello, um enchido curado apenas com sal, feito com o “lombo” da perna, ou seja, a parte mais macia do músculo, metida dentro da bexiga do porco. É igualmente um DOP.